# Les Pyjamasques
Les Pyjamasques é uma série de livros infantis francesa pelo autor Romuald Racioppo. A série começou com Les Pyjamasques et le Grogarou em 29 de março de 2007, e foi publicada pela Éditions Gallimard. A série é destinada a crianças entre três e seis anos de idade.

## Premissa
Três amigos de 6 anos, Sacha, Greg e Amaya, levam uma vida regular durante o dia, mas à noite eles se transformam em super-heróis e têm aventuras incríveis. Sacha se torna Yoyo com uma fantasia e poderes semelhantes a gatos, Greg se torna Gluglu com uma fantasia e poderes semelhantes a lagartos, e Amaya se torna Bibou com uma fantasia e poderes semelhantes a corujas.

## Livros
Universo Original
- Les Pyjamasques et le Grogarou (2007)
- Les Pyjamasques au zoo (2007)
- Les Pyjamasques et Roméo Mécano (2007)
- Les Pyjamasques et Lilifée (2007)
- Les Pyjamasques et Utupë, l'esprit de la forêt (2008)
- Le secret des Pyjamasques (2008)
- Les Pyjamasques et les mascrapules (2009)
- Les Pyjamasques et le père Noël rebelle (2009)
- Les Pyjamasques et le marchand de sable (2010)
- Les Pyjamasques et la machine à bisous (2010)
- Les Pyjamasques et la soupe à la citrouille (2011)
- La petite soeur des Pyjamasques (2011)
- Les Pyjamasques et le sablotin (2012)
- Les Pyjamasques et le croque-chaussettes (2012)
- Les Pyjamasques et le rêveur de l'arc-en-ciel (2013)
- Les Pyjamasques et Magistère la sorcière (2014)
- Les Pyjamasques et Energuman (2014)
- Les Pyjamasques et le robot-blizzard (2015)
- Les Pyjamasques sauvent la nature (2019)

Universo de Reinicialização Suave
- Les Pyjamasques et l'opération zéro (2016)
- La Légende des Pyjamasques (2016)
- Les Pyjamasques et le cadeau de Sorceline (2016)
- Les Pyjamasques et la graine d'Orticia (2017)
- L'école des Pyjamasques (2018)
- Les Pyjamasques et la momie d'Apophis, Tome 1 (2018)
- Les Pyjamasques et la momie d'Apophis, Tome 2 (2019)
- Le Nin'Géant (2020)

## Adaptações
A série foi adaptada para a série de desenho animado britânico-francesa sob o título PJ Masks, estreou em 18 de setembro de 2015 produzida pelo Entertainment One & Frog Box.